# Bazouges-la-Pérouse

Bazouges-la-Pérouse este o comună în departamentul Ille-et-Vilaine, Franța. În 1 ianuarie 2022 avea o populație de 1.865 de locuitori.